# 吴念中
吴念中（1905年—20世纪？），名烈恭，别号念中，福建连江（部分资料作闽侯）人，中华民国政治人物。

## 生平
光緒三十一年（1905年），吴念中出生于福建省连江县苔菉乡。
吴先在中华民国维新政府内务部供职，1939年6月1日被任命为杭州市长。次年3月汪精卫国民政府成立后，5、6月间浙江省政府改组，当年12月吴离任。1945年6月16日至1945年日本投降期间，吴第二次担任杭州市长。
抗战胜利后吴念中被逮捕，后经审判被判处12年有期徒刑。后在解放前被中华民国政府释放，逃往香港。